# 普拉姆利鎮區 (阿肯色州牛頓縣)
普拉姆利鎮區（英語：Plumlee Township）是位於美國阿肯色州牛頓縣的一個行政鎮區。

## 地方資料
普拉姆利鎮區的面積為66.74平方千米，當中陸地面積為66.32平方千米，而水域面積為0.42平方千米。根據2010年美國人口普查的數據，當地共有人口223人，而人口密度為每平方千米3.34人。